# Берарский султанат
Бера́рский султанат — мусульманское государство на территории Индии, существовавшее в западной части страны в 1490—1574 (или 1572) годах. Один из Деканских султанатов. Берарский султанат выделился из состава Бахманидского султаната в период его ослабления, но через 80 с лишним лет был включен в состав Ахмаднагарского султаната.
Берарский султанат был одним из пяти деканских султанатов, возникших при постепенном распаде государства Бахманидов в кон. XV — нач. XVI вв. Основателем султаната был Фатх-Аллах Имад аль-Мульк, виджаянагарский брахман, насильно обращённый в мусульманство ещё в молодости. Фатх-Аллах сделал административную карьеру под началом наместника Берара Абд ал-Кадира Ханджа-хана, должность которого Фатх-Аллах занял при бахманидском султане Шамс уд-дине Мухаммад-шахе III (1463—1482). В 1490 году Фатх-Аллах провозгласил себя независимым султаном Берара под именем Имад-шаха.
В 1504 году Фатх-Аллаху наследовал его сын Ала ад-дин Имад-шах, существенно уступавший отцу своими способностями к управлению государством. Ала ад-дин Имад-шах постоянно неудачно ввязывался в войны с соседними государствами, в результате которых Берарский султанат нёс ощутимые финансовые и территориальные потери. После смерти Ала ад-дина в 1529 году султаном стал его сын Дарйа Имад-шах, ещё менее способный к государственным свершениям. В период его относительно долгого правления (1529—1562) политическое влияние Берарского султаната на территории Декана свелось к минимуму.
В конце правления Дарйи Имад-шаха управление государством фактически сосредоточилось в руках его министра Туфал-хана. После смерти Дарйи Имад-шаха Туфал-хан возвел на престол его несовершеннолетнего сына Бурхана Имад-шаха, оставаясь при нём фактическим правителем султаната. При непосредственном содействии Туфал-хана произошло объединение всех пяти султанатов Декана для участия в битве при Таликоте в 1565 году, в которой Виджаянагару было нанесено тяжёлое поражение, от которого Виджаянагар уже не оправился. После этого однако вражда между султанатами Декана возобновилась с новой силой. В 1568 году Туфал-хан сам стал султаном Берара. Конец правлению Туфал-хана, а вместе с тем и существованию Берарского султаната положил султан Ахмаднагара Муртаза Низам-шах I, которому удалось захватить Берар и присоединить его к своему государству. Туфал-хан и его сын Шамс уль-Мулька были схвачены и отправлены в Ахмаднагар, где их умертвили. Все эти события произошли либо в 1572, либо в 1574 году.